# Схинија
Схинија (грч. Σχοινιά) је приморско насељено место у општини Ситонија у периферији Средишња Македонија, Грчка. Према попису из 2021. године било је 7 становника.
Схинија се води као посебно насеље од 2002. године.